# Алькатрас
Алькатрас (англ. Alcatraz [ˈælkəˌtræz], в переводе с испанского — «олуша»), также известный под названием Рок (англ. The Rock — скала) — остров в заливе Сан-Франциско. Административно относится к штату Калифорния.
Площадь поверхности — 8,903 га (22 акра).
С ноября 1969 по июнь 1971 года остров был оккупирован группой индейцев из Сан-Франциско, которые были частью волны активизма коренных американцев по всей территории США, и в 1970-х годах прошли массовые акции протеста. В 1972 году Алькатрас стал частью национальной рекреационной зоны и в 1986 году получил статус национального исторического памятника.
Территория острова использовалась как защитный форт, позже — как военная тюрьма, а затем — как сверхзащищённая тюрьма для особо опасных преступников и тех, кто совершал попытки побега из предыдущих мест заключения.
Сегодня управление объектами острова осуществляется Службой национальных парков в рамках открытой для экскурсий Национальной зоны отдыха «Золотые ворота». Туристы могут добраться до острова на пароме менее чем за 15 минут от пирса 33, расположенного между зданием паромного сообщения Сан-Франциско и Рыбацкой пристани Сан-Франциско. Официальный поставщик паромов на остров и с острова — компания Hornblower Cruises and Events, действующая под названием Alcatraz Cruises.
На острове Алькатрас расположена заброшенная тюрьма, которая на данный момент не действует, но там находится старейший действующий маяк на Западном побережье США, ранние военные укрепления и природные объекты, такие как скальные бассейны и колония морских птиц (в основном западные чайки, бакланы и цапли). Согласно документальному фильму об истории Алькатраса 1971 года, его высота — 41 м на самой высокой точке во время среднего прилива, площадь — около 9 гектаров, находится в 2 км от берега.

## История острова

### Открытие острова и его название
В 1775 году испанский корабль под командованием Хуана Мануэля де Аяла первым зашёл в залив Сан-Франциско. Его команда составила карту бухты и дала название Ла Исла де лос А́лькатрасес (исп. La Isla de los Alcatraces — остров олушей) одному из трёх островов, известному в настоящее время как Yerba Buena. Распространено мнение, что название могло означать «Остров пеликанов» из-за обилия этих птиц на острове. По отчётам орнитологов, ни на острове, ни поблизости нигде нет колоний ни пеликанов, ни олушей, зато здесь обитает много разных видов бакланов и других крупных водоплавающих птиц.
В 1828 году английский географ капитан Фредерик Бичи ошибочно перенёс с испанских карт название острова на соседний, в настоящее время известный как место знаменитой тюрьмы, под именем Island Alcatrazes. В 1851 году топографическая служба Береговой охраны США сократила название до Alcatraz.

### История маяка
Открытие золота в Калифорнии в 1848 году привело в залив Сан-Франциско тысячи судов, тем самым создав острую потребность в маяке. Первый маяк был установлен и запущен на Алькатрасе летом 1853 года. В 1856 году на маяк установили колокол, который использовали в тумане.
В 1909 году при строительстве тюрьмы, после 56 лет использования, первый маяк Алькатраса был демонтирован. Второй маяк установили рядом с тюремным корпусом 1 декабря 1909 года. А в 1963 году маяк модифицировали и сделали автоматическим и автономным, и ему уже не понадобилось круглосуточное обслуживание.

### Форт
По причине «золотой лихорадки» возникла необходимость в защите залива. В 1850 году по указу Президента США на острове началось строительство крепости, где было установлено более 110 дальнобойных орудий. Впоследствии форт использовался для размещения заключённых. В 1909 году армия снесла его, оставив только фундамент, а к 1912 году для заключённых было построено новое здание.

## История тюрьмы

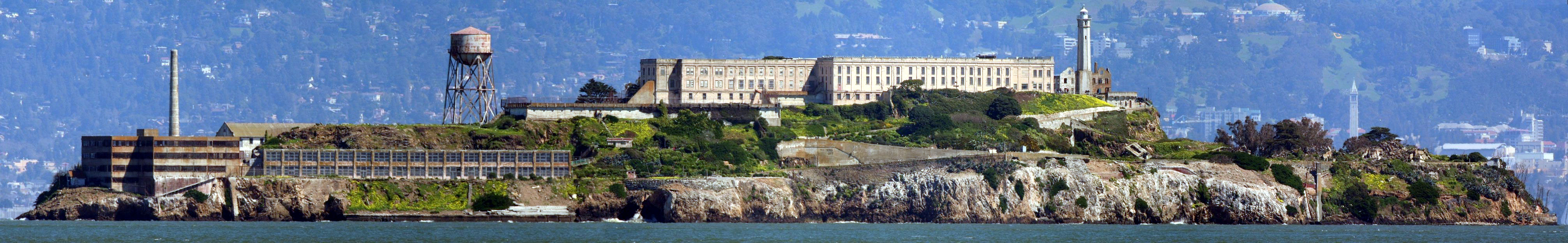
Панорама Алькатраса

### Военная тюрьма

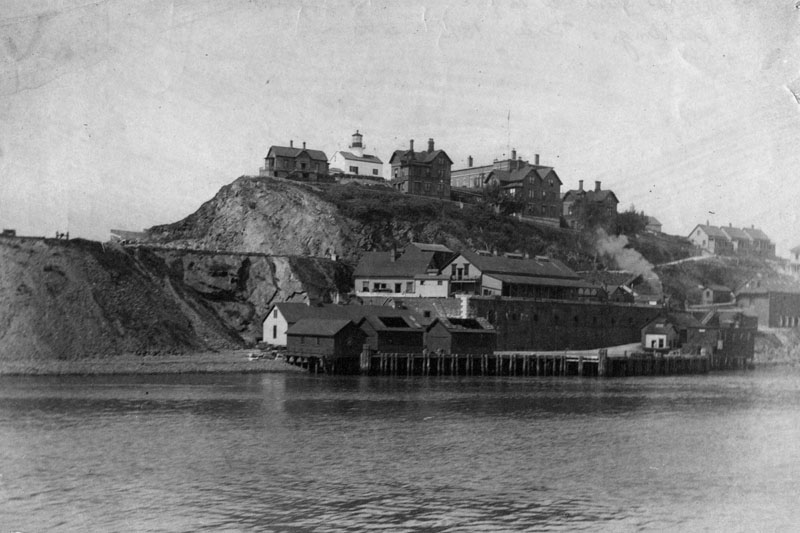
Остров Алькатрас в 1895 году

Расположение в середине залива с ледяной водой и сильными морскими течениями обеспечивало естественную изоляцию острова. Благодаря этому Алькатрас вскоре стал рассматриваться армией США как идеальное место для содержания военнопленных. В 1861 году на остров стали прибывать первые военнопленные Гражданской войны из различных штатов, а в 1898 году в результате Испано-американской войны количество военнопленных возросло с 26 до более чем 450 человек. В 1906 году, после землетрясения в Сан-Франциско, уничтожившего большую часть города, сотни гражданских заключённых были перемещены на остров из соображений безопасности. В 1912 году был построен большой тюремный корпус, и к 1920 году трёхэтажное сооружение было практически полностью заполнено заключёнными.
Алькатрас был первой армейской тюрьмой длительного содержания и начал завоёвывать репутацию места, отличавшегося строгостью к нарушителям, которые сталкивались с суровыми дисциплинарными мерами. Наказанием могло быть назначение на тяжёлые работы, помещение в одиночный изолятор с ограниченным рационом из хлеба и воды, и этим список не ограничивался. Средний возраст заключённых военнослужащих был 24 года, и большинство отбывало короткие сроки заключения за дезертирство или менее серьёзные нарушения. Были и те, кто отбывал длительные сроки за неподчинение командирам, физическое насилие, воровство или убийство.
Интересным элементом военного порядка было запрещение пребывания в камерах в дневное время, за исключением особых случаев принудительного заключения. Заключённые военнослужащие высокого ранга могли свободно перемещаться по территории тюрьмы, кроме помещений охраны, располагавшихся уровнем выше.
Несмотря на применявшиеся к преступникам суровые дисциплинарные меры, режим тюрьмы не был строгим. Многие заключённые выполняли работы по хозяйству для семей, проживавших на острове, а избранным иногда доверяли присматривать за детьми. Некоторые пользовались уязвимостью организации охраны тюрьмы для побега. Несмотря на все старания, большинству беглецов не удавалось добраться до берега и приходилось возвращаться назад, чтобы быть спасёнными из ледяной воды. Те, кто не возвращался, погибали от переохлаждения.
За десятилетия порядки тюрьмы стали ещё мягче. В конце 1920-х годов заключённым разрешили построить поле для бейсбола и даже носить собственную бейсбольную форму. Армейское командование организовало соревнования по боксу между заключёнными, проводившиеся вечерами по пятницам. Поединки были очень популярны, часто гражданские лица из Сан-Франциско приезжали на Алькатрас только для того, чтобы их посмотреть.
Из-за высоких затрат на содержание, связанных с местоположением, в 1934 году Министерство обороны приняло решение больше не использовать Алькатрас в качестве военной тюрьмы, и её здание было передано на содержание Министерству юстиции.

### Федеральная тюрьма

Центральный проход в Алькатрасе «Бродвей»

В период Великой депрессии (конец 1920-х — середина 1930-х годов) сильно возрос уровень криминала и началась эра организованной преступности. Крупные мафиозные семьи и отдельные банды вели войну за сферы влияния, жертвами которой нередко становились мирные граждане и служители порядка. Гангстеры контролировали власть в городах, многие чиновники получали взятки и закрывали глаза на творившиеся преступления.
В ответ на преступления гангстеров правительство решило вновь открыть Алькатрас, но уже как федеральную тюрьму. Алькатрас удовлетворял основным преследуемым целям: разместить опасных преступников далеко от общества и напугать преступников, которые ещё находились на свободе. Глава Федеральных тюрем Санфорд Бейтс (англ. Sanford Bates) и генеральный прокурор Гомер Каммингс (англ. Homer Cummings) инициировали проект реконструкции тюрьмы. Для перепроектирования тюрьмы был приглашён Роберт Бёрдж (англ. Robert Burge), на тот момент один из лучших экспертов в области безопасности. При реконструкции нетронутым остался только фундамент, а само здание было полностью перестроено.
В апреле 1934 года военная тюрьма получила новое лицо и новую направленность. До реконструкции решётки и прутья были деревянными — их заменили на стальные. В каждую камеру было проведено электричество, а все служебные туннели были замурованы, чтобы исключить возможность проникновения в них заключённых для укрытия и дальнейшего побега. По периметру тюремного корпуса выше камер были размещены специальные оружейные галереи, которые позволяли охранникам нести вахту, будучи защищёнными стальными прутьями.
Тюремная столовая, как самое уязвимое для драк и потасовок место, была оборудована ёмкостями со слезоточивым газом, которые располагались в потолке и управлялись дистанционно. Башни охраны были размещены по периметру острова в наиболее стратегически подходящих местах. Двери были оборудованы электрическими датчиками. Тюремный корпус содержал в общей сложности 600 камер и был разбит на блоки А, B, C и D, тогда как до реконструкции тюремное население никогда не превышало 300 заключённых. Блок D считался самым суровым блоком, в нём содержали самых опасных преступников. Введение новых мер безопасности, вместе с холодными водами залива Сан-Франциско, создавало надёжный барьер даже для самых отчаянных беглецов.

### Начальник
Новая тюрьма нуждалась в новом начальнике. Федеральное бюро тюрем выбрало на эту должность Джеймса А. Джонстона (англ. James A. Johnston). Джонстон был выбран за свои строгие принципы и гуманный подход к исправлению преступников для возвращения их в общество. Он был также известен благодаря реформам на благо заключённых. 

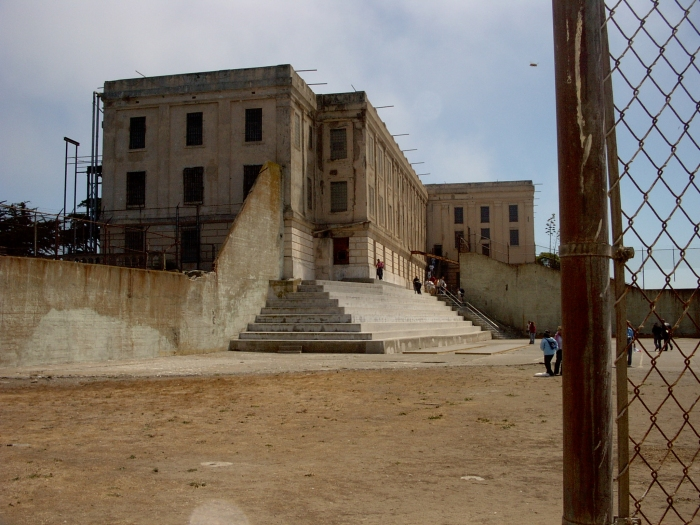
Вид на тюрьму из внутреннего двора

Джонстон не верил в скованных цепью каторжников. Он считал, что заключённых надо приобщить к работе, на которой их будут уважать и вознаграждать за их усилия. Под прозвищем «Начальник золотого правила» (англ. Golden Rule Warden) пресса хвалила Джонстона за улучшения, сделанные на калифорнийских шоссе в его дорожных лагерях. Заключённым, работающим в них, не платили денег, но за прилежный труд сокращали срок.
До Алькатраса Джонстон был директором в тюрьме Сан-Квентин, где ввёл несколько успешных образовательных программ, благоприятно подействовавших на большинство заключённых. В то же время Джонстон был сторонником строгой дисциплины. Его правила были самыми твёрдыми в исправительной системе, а наказания — самыми суровыми. Джонстон не раз присутствовал при повешении в Сан-Квентине и знал, как надо обращаться с самыми неисправимыми преступниками.

### Тюремная жизнь
К заключению в Алькатрасе не приговаривали суды, туда обычно переводили особо «отличившихся» заключённых из других тюрем. Добровольно выбрать Алькатрас для отбывания срока заключения было нельзя. Хотя для некоторых гангстеров делали исключения, в их числе Аль Капоне, Пулемётный Келли (в те годы «враг государства № 1») и другие.
Правила в Алькатрасе кардинально изменились. Теперь каждый заключённый имел только собственную камеру и минимальные привилегии на получение пищи, воды, одежды, медицинской и зубоврачебной помощи. Заключённым в Алькатрасе запрещалось иметь какие-либо личные вещи. Получение привилегий на общение с посетителями, посещения тюремной библиотеки и возможность писать письма заключённый должен был заслужить трудом и безупречным поведением. При этом к тюремным работам не допускались заключённые с плохим поведением. За малейшую провинность все привилегии снимались. Любые СМИ в Алькатрасе были запрещены, в том числе газеты. Все письма, как и в любой другой тюрьме, корректировались тюремным чиновником.

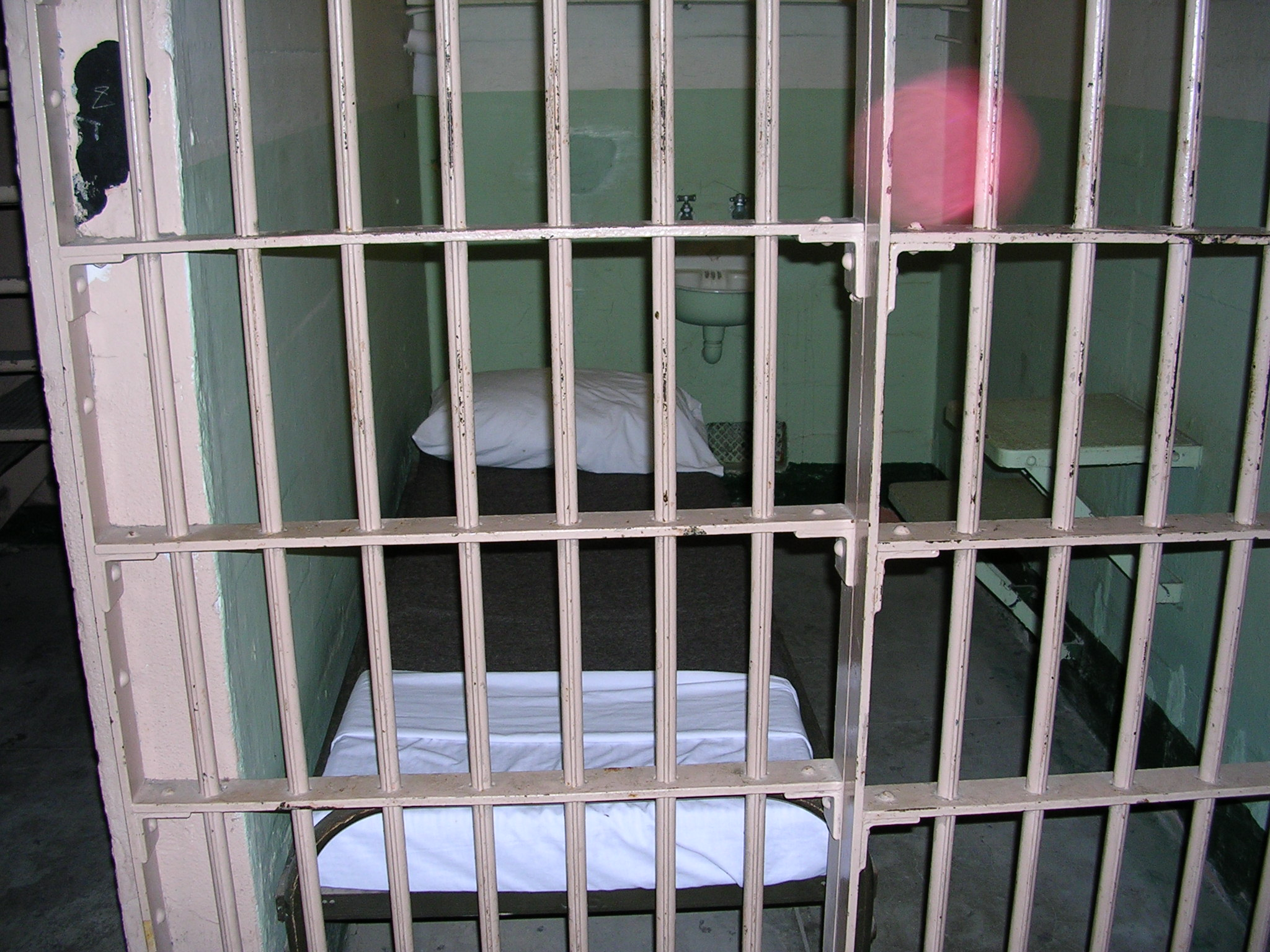
Камера у прохода «Бродвей»

У начальников федеральных тюрем было право перевести любого провинившегося заключённого в Алькатрас. Несмотря на распространённое мнение, в Алькатрасе содержались не только гангстеры и особо опасные преступники. Алькатрас наполнялся беглецами и бунтарями из других тюрем и теми, кто систематически нарушал режим содержания. Среди заключённых Алькатраса были и гангстеры, но большинство из них было приговорено к смертной казни.
Тюремная жизнь начиналась с подъёма в 6:30, заключённым давали 25 минут на уборку в камере, после чего каждый заключённый должен был подойти к решётке камеры для переклички. Если все были на месте в 6:55, индивидуальные ряды камер открывались один за другим, и заключённые двигались в тюремную столовую. Им отводилось 20 минут на принятие пищи, затем их строили в шеренгу для раздачи тюремных работ. Однообразный цикл тюремной рутины был неумолим, и его не меняли в течение многих лет. Главный коридор тюремного корпуса заключённые называли «Бродвеем», а камеры, расположенные на втором ярусе вдоль этого прохода, были самыми желанными в тюрьме. Другие камеры располагались внизу, были холодными, и мимо них часто проходили персонал и заключённые.
В ранние годы работы Алькатраса Джонстон поддерживал «политику тишины» — заключённых заставляли воздерживаться от каких бы то ни было звуков в течение длинных промежутков времени, что многие заключённые считали самым невыносимым наказанием. Было много жалоб с требованием отмены политики тишины. Ходили слухи, что несколько заключённых сошли с ума из-за этого правила. Позже политика тишины была упразднена, и это одно из немногих изменений правил на Алькатрасе.
В восточном крыле находились одиночные камеры изоляторов. В них не было даже полноценного туалета: просто дыра, сливом которой управлял охранник. В изолятор помещали без верхней одежды и на скудный паёк. В двери камеры имелась закрывающаяся узкая щель для передачи пищи, которая всегда была закрыта, оставляя заключённого в полной темноте. Обычно в изолятор помещали на 1—2 дня. В камере было холодно, а матраc выдавали только на ночь. Это считалось самым строгим наказанием за серьёзные нарушения и плохое поведение, такого наказания боялись все заключённые.

### Закрытие тюрьмы

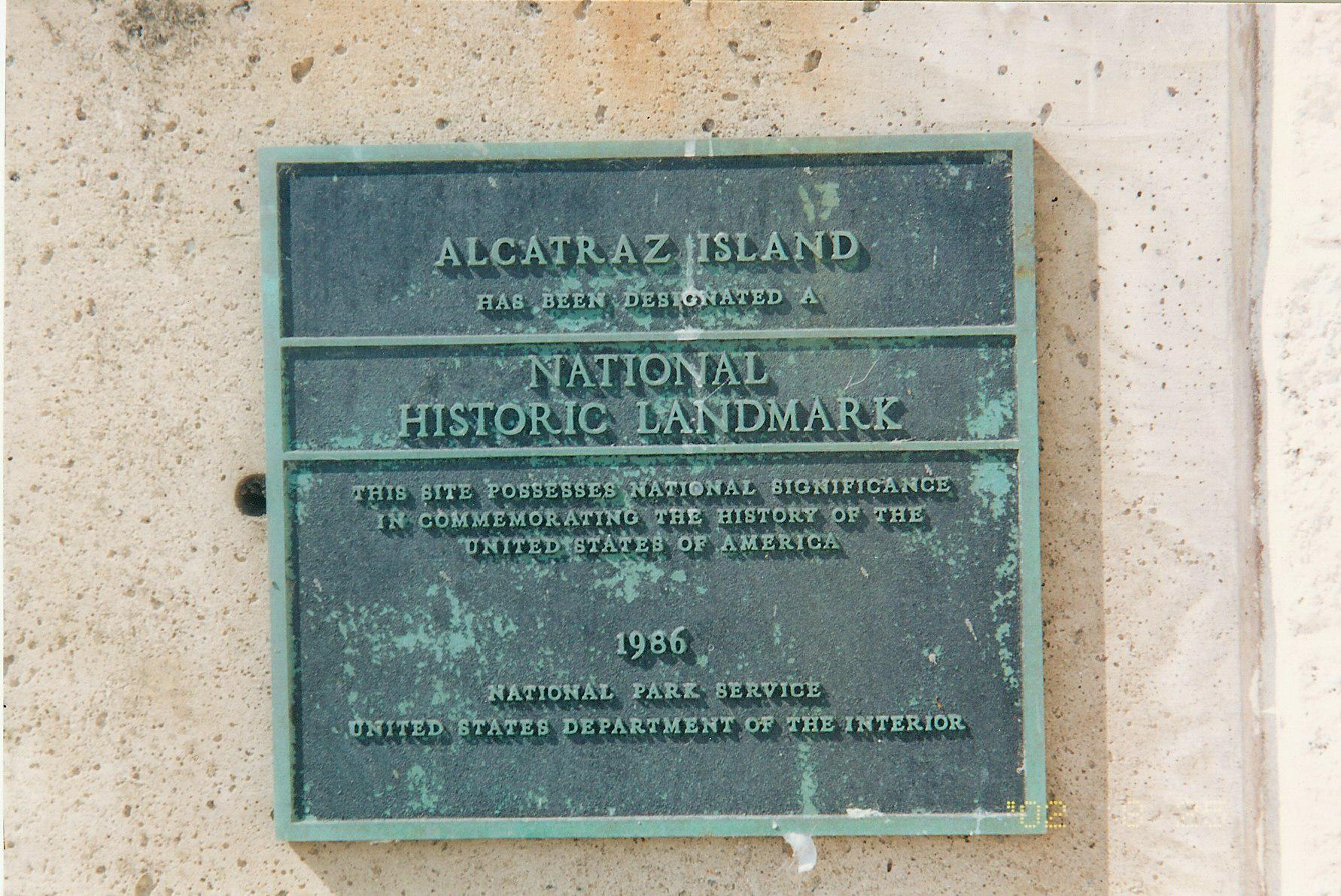
Мемориальная доска

21 марта 1963 года тюрьму на Алькатрасе закрыли. Согласно официальной версии, это было сделано из-за слишком больших расходов на содержание заключённых на острове. Тюрьма требовала ремонта на сумму около 3—5 млн долларов. Кроме того, содержание заключённых на острове обходилось слишком дорого, нежели в материковой тюрьме, так как всё регулярно приходилось завозить с материка.
После закрытия обсуждалось множество способов дальнейшего использования острова, например, предлагалось разместить там монумент ООН. В 1969 году группа индейцев из различных племён переселилась на остров, фактически захватив его. Сделано это было благодаря федеральному закону 1934 года о свободном переселении индейцев. Во время проживания на острове индейцы жгли в зданиях большие костры, разрисовывали стены. Из-за костров получили сильные повреждения дом отдыха охраны, четверть казарм береговой охраны и дом начальника тюрьмы, также существенные повреждения получили многие квартиры в жилых домах на острове. Однако индейцы на острове долго не задержались, и в июне 1971 года по решению правительства США они были изгнаны с Алькатраса. Надписи на стенах можно увидеть и сейчас. В 1971 году остров сделали частью Национальной зоны отдыха «Золотые ворота». В 1973 году остров открыли для туристов, и теперь его ежегодно посещают около миллиона посетителей.
4 мая 2025 года было принято решение о восстановлении и повторном открытии тюрьмы для содержания особо опасных преступников.

## Достопримечательности
- Бейкер-Бич
- Лодочная док-станция
- Здание 64
- Цитадель
- Столовая
- Бывшая военная часовня (холостяцкие покои)
- Гелипада
- Библиотека
- Маяк
- Главный Сельский Дом
- Морг
- Офицерский клуб
- Парадные поля
- Дом власти
- Двор отдыха
- Дом надзирателей
- Водонапорная башня

## Побеги из Алькатраса

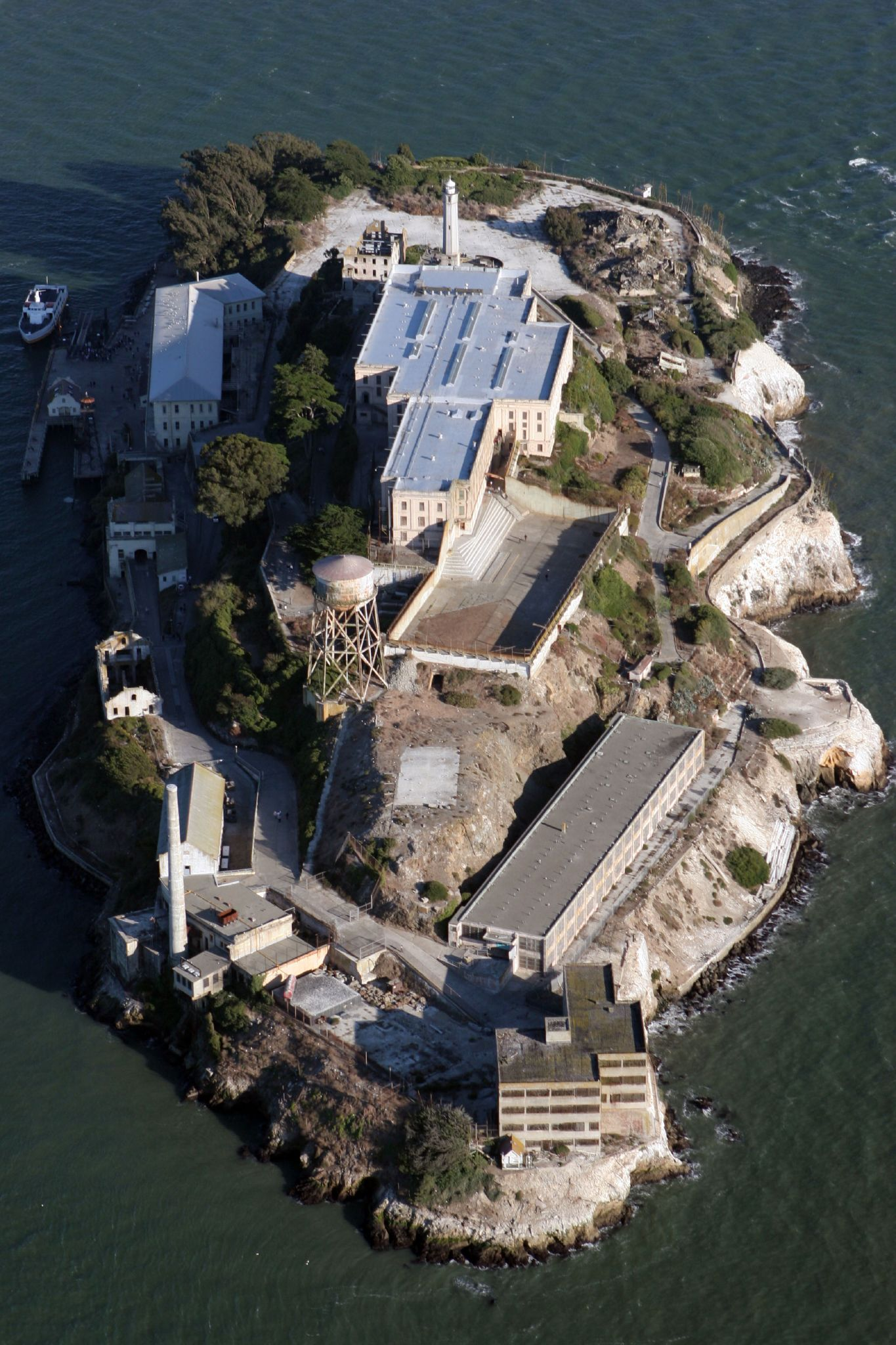
Вид на Алькатрас с вертолёта

За 29 лет эксплуатации тюрьмы, предположительно, не было совершено ни одного успешного побега, однако так как пятерых заключённых, пытавшихся сбежать, найти не удалось (ни живыми, ни мёртвыми), утверждать наверняка это нельзя.
Всего произошло 14 попыток побега с участием 34 заключённых; двое пытались бежать дважды; семерых застрелили, двое утонули, пять пропали без вести, остальных удалось схватить и вернуть обратно за решётку, некоторые возвращались и сдавались сами, не найдя возможности перебраться на материк вплавь. Двое заключённых пытались отплыть от острова, но были пойманы: один в 1945 году, другой в 1962 году. Наиболее отчаянная попытка побега, получившая название «Сражение за Алькатрас», была предпринята в 1946 году. В ней были убиты трое заключённых, двое охранников, а двоих заключённых позже казнили за участие в бунте.

### Малоизвестные попытки побега
23 апреля 1936 — Джо Бауэрс (англ. Joe Bowers), работая у печи для сжигания отходов, неожиданно полез на забор. Охранник из западной башни сделал предупредительный выстрел. Джо его проигнорировал и следующими выстрелами был ранен. Он свалился за ограду и, пролетев 15—30 метров, скончался от полученных травм. 
16 декабря 1937 — Теодор Коул (англ. Theodore Cole) и Ральф Роу (англ. Ralph Roe), работая в мастерской по обработке железа, изготовили инструменты, с помощью которых выломали оконную раму, когда охранник оставил их без присмотра. Но им не повезло, в тот день был сильный туман и шторм, поэтому, по мнению многих, они погибли в суровых водах залива Сан-Франциско. Возможно, они смогли доплыть, но это маловероятно. До настоящего времени они считаются пропавшими без вести.
23 мая 1938 — Джеймс Лимерик (англ. James Limerick), Джимми Лукас (англ. Jimmy Lucas) и Руфус Фрэнклин (англ. Rufus Franklin), работавшие в деревообрабатывающем цехе, нанесли безоружному охраннику по имени Рой Клайн (англ. Royal Cline) смертельную рану молотком по голове. После этого они поднялись на крышу и попытались обезвредить охранника, дежурившего в башне. Охранник Гарольд Стайтс (англ. Harold Stites) не растерялся и открыл по ним огонь. Лимерик был смертельно ранен и скончался на месте. Лукаса и Фрэнклина задержали и позже осудили на пожизненное заключение за убийство охранника.
13 января 1939 — Артур Баркер по кличке «Док» (англ. Arthur «Doc» Barker), Дейл Стэмфилл (англ. Dale Stamphill), Уильям Мартин (англ. William Martin), Генри Янг (англ. Henry Young) и Руфус Маккейн (англ. Rufus McCain) находились в блоке D. Баркер заметил, что в этом блоке не хватило денег на то, чтобы заменить прутья на более прочные. Изготовив ножовку, он распилил два прута и каждую ночь выбирался из камеры, опуская распиленные прутья вниз, а когда подходил охранник, залезал назад в камеру и поднимал прутья, чтобы не обнаружилось, что он готовит побег. Он поднимался на оконную решётку, раздвигал прутья  специальным инструментом, сделанным из стального стержня с нарезкой, на который накручивал болт и стальную трубку, затем пролезал между ними и пилил решётку, которая была менее прочной. Ночью 13 января он выбрался из камеры и освободил своих сообщников. Все пятеро выбрались через окно и побежали к береговой линии, захватывая по пути деревянные палки и другой плавучий мусор. На берегу они попытались соорудить плот. Когда он был почти готов, охранник в тюремном корпусе обнаружил распиленные прутья. Начались поиски беглецов, и охранник на башне у западного берега обнаружил их. Мартин, Янг и Маккейн сдались, а Баркер, попытавшийся убежать к воде, был ранен пулей в спину. Стрэмфилл, побежавший в сторону, был ранен в ногу и пойман. Тяжело раненный Баркер через два дня скончался в больнице.
21 мая 1941 — Джо Кретцер (англ. Joe Cretzer), Сэм Шокли (англ. Sam Shockley), Арнольд Кайл (англ. Arnold Kyle) и Ллойд Баркдолл (англ. Lloyd Barkdoll) во время исправительных работ захватили нескольких охранников в заложники. Охранники, в том числе Пол Мэдиган (англ. Paul Madigan) (которого позже назначили третьим директором Алькатраса), сумели убедить заключённых, что им всё равно не уйти за пределы острова, и те сдались.
15 сентября 1941 — во время уборки территории Джон Бейлесс (англ. John Bayless) попытался сбежать. Он успешно добрался до воды, но далеко от острова отплыть не смог. Ледяная вода вынудила его вернуться на остров. Позже его доставили для суда в Сан-Франциско. Там Бейлесс попытался сбежать опять, уже из зала суда, но опять неудачно.
14 апреля 1943 — Джеймс Борман (англ. James Boarman), Гарольд Брест (англ. Harold Brest), Флойд Гэмильтон (англ. Floyd Hamilton) и Фред Хантер (англ. Fred Hunter) захватили двух охранников в зоне тюремных работ. Потом все четверо через окно выбрались наружу и двинулись к береговой линии. Один из захваченных охранников сумел освободиться и поднять тревогу. По тревоге охрана кинулась за беглецами, но к этому времени заключённые уже плыли от острова. Одни охранники стреляли по отплывающим заключённым, другие пытались догнать их вплавь. Хантера и Бреста догнали и схватили. Бормана подстрелили, и он утонул. Гамильтона не обнаружили и посчитали утонувшим. Но он не утонул, а выбрался на берег острова, в течение двух дней прятался в маленьком ущелье в береговой линии и был схвачен, когда вернулся на территорию, где работали заключённые.
7 августа 1943 — Харон Уолтерс по кличке «ворошила» (англ. Huron «Ted» Walters) исчез из тюремной прачечной. Его поймали на береговой линии ещё до того, как он успел войти в воду.
31 июля 1945 — одна из самых изобретательных попыток побега. Джон Джайлс (англ. John Giles) работал в тюремной прачечной, в которой помимо тюремных вещей стирали и армейскую форму. Джайлсу удалось выкрасть полный комплект формы, и, переодевшись, он вышел из тюрьмы, уверенный, что уже на свободе. Его план состоял в том, чтобы отправиться на обед с «сослуживцами» в Сан-Франциско, а там скрыться. Однако ему не повезло: в этот день военнослужащие обедали на острове Энджел, а не в Сан-Франциско, как он предполагал. Кроме того, его отсутствие в тюрьме было быстро замечено. Поэтому как только Джайлс оказался на острове Энджел, его схватили и отправили назад в Алькатрас.
23 июля 1956 — Флойд Уилсон (англ. Floyd Wilson) исчез с работ в доке. В течение нескольких часов он прятался в скалах береговой линии, но его заметила охрана, и он сдался.
29 сентября 1958 — убирая мусор, Аарон Бэрджетт (англ. Aaron Burgett) и Клайд Джонсон (англ. Clyde Johnson) оглушили охранника и попытались уплыть. Джонсона поймали в воде, но Бэрджетт исчез. Интенсивные меры поиска ничего не дали. Спустя две недели тело утонувшего Бэрджетта было найдено в заливе Сан-Франциско.
16 декабря 1962 — Джон Пол Скотт (англ. John Paul Scott) и Дарл Паркер (англ. Darl Parker) работали на кухне в подвале, который охранялся не так строго, как другие участки тюремного корпуса. Там они пилили ниткой, покрытой абразивными материалами, один из стержней оконной решётки. Потратив больше года, они перепилили решётку, и 16 декабря вылезли через окно, добрались до берега, достали резиновые перчатки и плащи, набили плащи надутыми резиновыми перчатками и поплыли через залив. Паркера обнаружили ослабевшего на расстоянии 10 ярдов (9,1 м) от Алькатраса, а Скотт попытался добраться до берега, и у него это получилось, но его отнесло сильным потоком приливного течения в сторону моря под мостом Золотые ворота, в результате чего его, еле живого, обнаружили у Форт-Пойнта. Скотт был отправлен в военную больницу, после лечения его отправили обратно в Алькатрас.

### Побег Фрэнка Морриса и братьев Энглинов

Джон Энглин

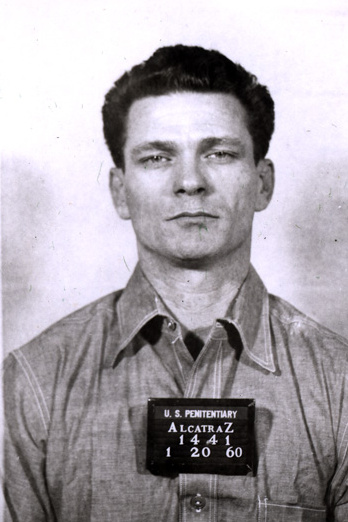
Фрэнк Моррис

Самая известная попытка побега была совершена Фрэнком Моррисом (англ. Frank Morris) и братьями Джоном (англ. John Anglin) и Кларенсом Энглинами (англ. Clarence Anglin). Эти трое бежали из своих камер 11 июня 1962 года, разработав один из самых изощрённых планов побега.
За камерами в тюремном корпусе находился незащищённый служебный тоннель шириной около одного метра. Моррис и братья Энглин по очереди выковыривали куски из повреждённого влагой бетона, чтобы добраться до служебного тоннеля. Они использовали для этой цели самодельную дрель, сделанную из металлической ложки, спаянной серебром от 10-центовой монеты с украденным мотором от пылесоса, и простой заточенной ложкой. Шум, производимый этим инструментом, был замаскирован игравшей в течение часа музыкой. Когда дыра в стене была готова, троица соорудила из папье-маше кукол, которых оставила в своих постелях, чтобы их отсутствие не было обнаружено охранниками раньше времени.
Когда всё было готово, беглецы пролезли через дыру и заложили её изнутри кирпичами. Дальше, разогнув прутья защищающей вентилятор решётки, они пролезли на крышу и спустились к воде по водосточной трубе. Там, на плоту, заранее изготовленном из резиновых плащей и надутом с помощью концертины, они отплыли от берега в 10 часов вечера.
Однако, вероятнее всего, беглецы не доплыли до берега, сгинув где-то в холодных водах залива. До настоящего времени они официально считаются без вести пропавшими. По неофициальной версии, они могли добраться до берега и скрыться. Официальному расследованию ФБР помогал другой заключённый, Аллен Вест, который также подготавливал побег, неудавшийся из-за оплошности, совершённой в последний день.
Нельзя считать, что они однозначно погибли. Всё-таки для Морриса такой конец кажется слишком простым. Он не был дураком, большую часть жизни сидел в тюрьме и совершил 11 попыток побега, не считая этой, к тому же его коэффициент интеллекта равнялся 133 баллам. Он был мастером побега и точно знал об опасностях залива, и у него были месяцы на наблюдение за течением с прогулочного двора и планирование маршрута. Сам побег был очень умно спланирован, и они явно уделили главному препятствию на пути к свободе достаточно внимания.
В пользу версии о том, что кому-то из беглецов удалось достичь берега, говорит то, что братья Энглин были родом из болотистой Флориды, где лес затапливается морем во время приливов, они знали, как строить плоты, управляться с течением, и были хорошими пловцами.
Тот факт, что тела не были найдены, позволяет думать, что заключённые достигли материка, хотя утверждать это наверняка нельзя. Например, в ночь побега примерно в то же время человек по имени Сеймур Уэбб бросился с моста Золотые ворота, и его тело не было обнаружено.
В пользу официальной версии говорят следующие факты.
Температура воды в заливе в тот день была около 10 градусов; при такой температуре холод начинает действовать на организм примерно через 20 минут. Температура воды в душевых Алькатраса была умеренно горячей, чтобы тела заключённых не привыкали к холодной воде.
К тому же спустя два дня недалеко от острова Ангела был найден водонепроницаемый пакет, в котором находились телефонная книга, деньги и семейные фотографии, принадлежавшие одному из братьев Энглин.
Помимо этого был обнаружен самодельный спасательный жилет с заметными следами зубов у клапана, что дало возможность думать, что зажим не был герметичным, и пловцу труднее было держаться на поверхности воды.
7 июля 1962 года норвежский грузовой корабль SS Norefjell отходил от пирса 38, с корабля заметили тело, плававшее в двадцати милях к северо-западу от моста Золотые Ворота. Человек был одет в брюки из голубой джинсовой ткани, похожие на форму заключённого. Согласно данным ФБР, в это время не было других лиц, пропавших без вести или утонувших, которые были бы одеты в подобную одежду.
В 2003 году Джейми Хайнеман (англ. Jamie Hyneman) и Адам Сэвидж (англ. Adam Savage), соавторы выходящего в Сан-Франциско телешоу «Разрушители легенд» канала «Discovery Channel», попытались разобраться, была ли у беглецов возможность выжить. Используя для постройки плота такие же материалы, как те, что были в распоряжении беглецов 1962 году, они построили плот из 30 резиновых плащей и сделали из фанеры вёсла (предположительно тем же материалом воспользовались и реальные беглецы). Разрушители легенд логично предположили, что раз у беглецов хватило ума спланировать такой побег, то, скорее всего, у них хватило ума воспользоваться течением как помощником при побеге, а значит, плыли они не на остров Ангела, как считала полиция (об этом острове они, вероятно, говорили другому заключённому для введения в заблуждение), а к северной стороне мыса Марин или «Золотым Воротам» Сан-Франциско. Хайнеман и Сэвидж дождались схожих погодных условий и направления течения, характерного для того времени года, когда бежали заключённые.
В роли третьего заключённого был занят член съёмочной группы Уил Эббот (англ. Will Abbott). Экспериментаторы начали грести по течению к мысу Марин (англ. Marin), около которого находится северная башня моста Золотые Ворота. Заплыв занял не более 40 минут; Хайнеман и Сэвидж пришли к выводу, что беглецы могли добраться до суши и спастись.
По словам историка Алькатраса Франка Хинея (англ. Frank Heaney), говорившего с родственниками братьев Энглин, они утверждают, что получали открытку из Южной Америки, подписанную обоими братьями, но о Фрэнке Моррисе они никогда не слышали ни слова. Несмотря на эти данные, фактическая судьба заключённых остаётся неизвестной, а награда за поимку в миллион, предложенная в 1993 году компанией Red & White Fleet, оператором паромных перевозок на Алькатрас, до сих пор остаётся невостребованной.
В 1979 году об этом побеге был снят фильм «Побег из Алькатраса». Роль Фрэнка Морриса исполнил Клинт Иствуд.
Малоизвестно, что беглецов могло быть больше. Джун Стивенс (англ. June Stephens) был посвящён в план ещё в декабре 1961 года. Он занимал камеру на третьем ярусе над камерами Морриса и братьев Энглин. В результате проведённого после побега осмотра всей тюрьмы также были обнаружены отверстия вокруг вентиляционной решётки в камере Роберта Уильямса (англ. Robert L. Williams). Уильямс, отбывавший пожизненный срок за убийство, отрицал своё участие в побеге; Стивенс же признал, что также планировал побег, но Моррис попросил его отказаться от него, во-первых, потому, что падение куска бетона с высоты могло вызвать подозрение, во-вторых, вылезать в коридор на такой высоте очень сложно. Хотя считается, что Стивенс не принимал участия в подготовке побега в последние пять месяцев, тем не менее он довольно подробно описал, как заключённые планировали и осуществляли побег. К тому же он заявил, что Уильямс играл важную роль в подготовке побега, они с Моррисом были близкими друзьями и вместе работали в мастерской по производству перчаток. Позже Стивенс за попытку побега был направлен в изолятор. Джун Стивенс умер в ноябре 1995 года. Роберт Уильямс умер в мае 2006 года.

### Сражение за Алькатрас

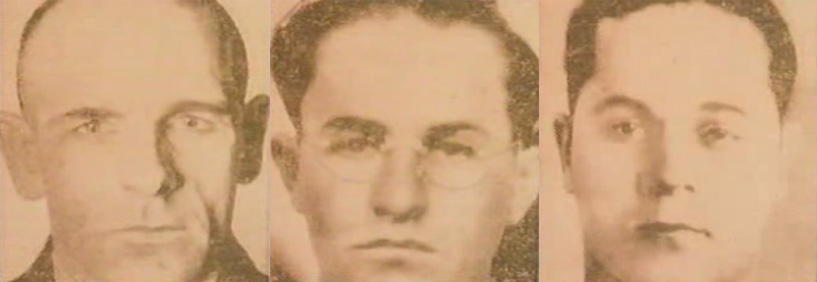
Слева направо: Бернард Кой, Марвин Хаббард, Джозеф Кретцер

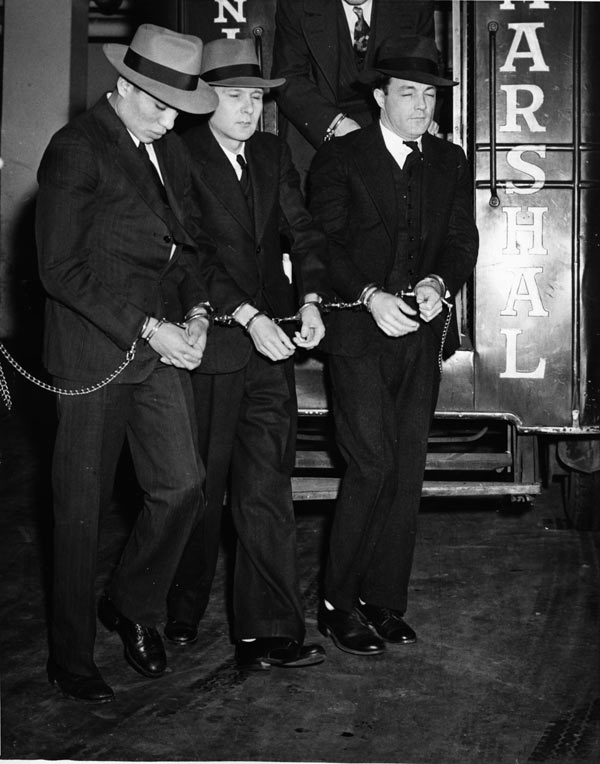
Слева направо: Кларенс Карнес, Сэм Шокли, Миран Томпсон

«Сражением за Алькатрас» была названа неудачная попытка побега, которая была предпринята со 2 по 4 мая 1946 года, в результате которой были убиты два охранника (один скончался от тяжёлых ранений позже) и трое заключённых, а 14 охранников и один заключённый получили ранения.
Бернард Кой (англ. Bernard Coy), грабитель банка, отбывавший 20-летнее заключение, нашёл слабое место в решётке, защищавшей западный склад с оружием. Приблизительно в 2 часа дня 2 мая он (после того, как долго сидел на диете и похудел) разделся, намазался жиром и залез по решётке ниже склада с оружием. Используя самодельное устройство, сделанное им в мастерской, он немного разогнул прутья решётки и протиснулся между ними, перехитрив дежуривших охранников. Добравшись до цели, он вооружился винтовкой Спрингфилд и стал скидывать сообщникам автоматическое оружие, ключи, дубинки и газовые гранаты. Вооружившись, заключённые захватили девятерых охранников и заперли их в камере.
Целью заключённых был захват катера, который должен был прибыть в тюрьму с материка. Они планировали, прикрывшись захваченными охранниками, попытаться захватить катер, а затем добраться на нём до Сан-Франциско. Но для этого им нужно было попасть за пределы тюремного корпуса, и тут заключённые обнаружили, что в положенном месте нет ключа от двери во двор. Бернард Кой и его сообщник Джозеф Кретцер (англ. Joseph Cretzer) начали требовать у запертых в камере охранников ключ; после отказа его выдать Кретцер начал стрелять по охранникам. Один из них был смертельно ранен, были ранены ещё четверо. Ключ по счастливой случайности не положил на место один из захваченных охранников — Билл Миллер (англ. Bill Miller). Позже заключённые обыскали охранников и нашли у Миллера ключ, но из-за того, что они перебирали подряд все ключи, вставляя их в замок, сработал блокирующий механизм двери, и заключённые оказались в ловушке.
Стрельба не осталась незамеченной, была включена сирена и вызвана подмога. Вскоре прибыли на помощь морские пехотинцы, береговая охрана, а позже и агенты ФБР. Было решено пойти на штурм, охрана открыла огонь по бунтовавшим заключённым, и штурмовая команда попыталась войти в тюрьму. Один боец из штурмовой команды был смертельно ранен, вероятно, пулей своего напарника. Морские пехотинцы начали закидывать гранаты со слезоточивым газом в тюремный корпус D. Роберт Страуд, «Птицелов из Алькатраса», взял на себя героическую роль: под оружейным огнём он закрыл стальные двери, чтобы защитить заключённых. Заключённые, поняв, что всё кончено, вернулись в свои камеры.
В 9:45 утра 4 мая охрана взяла тюрьму штурмом. Они обнаружили тела Кретцера, Коя и Марвина Хаббарда (англ. Marvin Hubbard). Заключённых Мирана Томпсона и Сэма Шокли позже, в 1948 году, за их участие в бунте казнили в газовой камере тюрьмы Сан-Квентин. Девятнадцатилетний Кларенс Карнес (англ. Clarence Carnes) за активное участие в бунте вместо смертной казни получил второй пожизненный срок.

## Известные заключённые
Роберт Страуд (англ. Robert Stroud), более известный как «Птицелов», попал в Алькатрас в 1942 году. Провёл 17 лет на «Скале», из них шесть в камере блока D и 11 лет в тюремной больнице, так как был признан психически нездоровым. Когда «птицелова» охватывал гнев, и он не мог успокоиться в госпитале, его сажали в ванну со льдом: это считалось самым эффективным средством для душевнобольных. Когда Страуда перевели в Алькатрас, ему запретили разводить птиц, наблюдать за ними он мог разве что из окна, и это было для него большой потерей. Именно это считается причиной его психических срывов и смерти в 1963 году.
Аль Капоне (англ. Al Capone), попал в Алькатрас в 1934 году; по прибытии ему заявили, что он не получит никаких снисхождений или привилегий. Часто конфликтовал с другими заключёнными и однажды даже получил ножевое ранение в тюремной парикмахерской.
Джордж «Пулемёт» (англ. George Machine Gun), попал в Алькатрас 4 сентября 1934 года из-за похищения нефтяного магната. Начальник Джонстон считал его образцовым заключённым, потому что, несмотря на грозную кличку, он отличался примерным поведением и работал в тюремной прачечной, пока не умер от сердечного приступа в свой день рождения в 1954 году.
Мортон Собелл (англ. Morton Sobell) — американский инженер и агент разведки СССР. В 1950 году был признан виновным в шпионаже в пользу Советского Союза и приговорён к 30 годам лишения свободы. Освобождён в 1969 году, проведя в Алькатрасе 17 лет и 9 месяцев.

## В кино
Тюрьме Алькатрас было посвящено несколько кинофильмов:
- Скала (фильм)
- Побег из Алькатраса (фильм)
- Убийство первой степени (фильм)
- Обитель зла: Остров смерти (мультфильм 2023)